# Mord (England und Wales)
Mord (engl. murder) ist im Strafrecht von England und Wales das schwerwiegendste aller Tötungsdelikte. Der Mordtatbestand ist nicht durch statute law definiert, sondern eine common law offence, d. h. ein Straftatbestand, der nur durch Richter- bzw. Gewohnheitsrecht besteht. Bis 1965 wurde Mord mit der Todesstrafe bestraft, heute ist zwingend die lebenslange Freiheitsstrafe bei Mord zu verhängen, weshalb in der Praxis oftmals wegen des Straftatbestandes voluntary manslaughter angeklagt wird, der dem Richter größere Freiheit bei der Strafzumessung gibt.

## Voraussetzungen
Als actus reus von murder genügt jede Verursachung des Todes eines anderen Menschen. Als andere Person gilt hierbei auch jedes Kind, das lebendig geboren wird, jedoch nicht ein Fötus (vgl. A-G’s Reference (No. 3 of 1994) (1997)).
Die mens rea von murder besteht darin, dass der Täter mit „malice aforethought“ getötet haben muss. Mit malice aforethought ist nicht nur Vorsatz zur Tötung umfasst, sondern bereits der Vorsatz zu Grievous bodily harm (Abk. GBH) (vgl. R v Vickers (1957)).
Die Year and a day rule besagte, dass Mord in der Regel nicht gegeben war, wenn der Tod des Opfers nicht innerhalb eines Jahres und eines Tages eintrat. Diese Regel wurde in England und Wales 1996, in Neuseeland 2018 abgeschafft.

## Angedachte Reformen
Der Draft Criminal Code (DCC), ein Kodifizierungsvorschlag der Law Commission von 1989, hat folgende Definition von murder vorgeschlagen:

“(1) A person is guilty of murder if he causes the death of another–
(a) intending to cause death
(b) intending to cause serious personal harm and being aware that he may cause death,
 unless section 56 (diminshed responsibility), 58 (provocation), 59 (use of excessive force) or 64 (infanticide) applies.”

Die fortwährende Skepsis in Großbritannien gegenüber Kodifikationen des common law führte jedoch 2008 dazu, dass die Law Commission offiziell Abschied von parlamentarischen Durchsetzung des DCC nahm.